# Mytilimeria nuttalli
Mytilimeria nuttalli är en musselart som beskrevs av Conrad 1837. Mytilimeria nuttalli ingår i släktet Mytilimeria och familjen Lyonsiidae. Inga underarter finns listade i Catalogue of Life.